# Graz Puntigam
Graz Puntigam (niem.: Bahnhof Graz Puntigam) – stacja kolejowa w Grazu, w kraju związkowym Styria, w Austrii. Znajduje się w południowej strefie przemysłowej Grazu, w dzielnicy Puntigam (17.). Stacja znajduje się na trasie Südbahn i Koralmbahn, które biegną obok siebie między Grazem a Werndorfem. Dzięki połączeniom z transportem miejskim i regionalnym odgrywa ważną rolę w koncepcji rozwoju transportu w regionie miejskim jako lokalny węzeł transportowy Puntigam.

## Historia i przyszłość
Aby ułatwić przesiadkę, w 2006 przeniesiono stację ÖBB Puntigam o ok. 450 m na północ, a istniejącą linię tramwajową 5 przedłużono o ok. 350 m na zachód od nowego przystanku ÖBB.
W latach 2008–2010 punkt przesiadkowy między S-Bahn, autobusami i tramwajem linii 5 został ulepszony pod nazwą projektu lokalnego węzła transportowego Puntigam. Linia tramwajowa została przesunięta na wschód w kierunku Brauhaus i obniżona tak, aby przecinała się pod Triester Straße i Südbahn / Koralmbahn. Zburzono starą pętlę do zawracania i tam ustawiono nisko położoną pętlę Brauhaus. Nowa stacja końcowa znajduje się na stacji kolejowej Puntigam. Zbudowano tam również duży, zadaszony dworzec autobusowy. Uwzględniono możliwość przedłużenia tramwaju do centrum zachodniego. W 2010 z lokalnego węzła komunikacyjnego miało korzystać do 7 000 nowych pasażerów. Ponadto przystanek Puntigam został pozbawiony barier.

## Linie kolejowe
- Linia Südbahn
- Linia Koralmbahn

## Usługa
Stacja jest przystankiem dla niektórych regionalnych pociągów ekspresowych oraz linii S5 i S6 Styrii S-Bahn. Miejskie linie autobusowe 62, 64, 65, 78 i 80, regionalne linie autobusowe 630 w kierunku Fernitz przez lotnisko w Grazu i tramwajowa trasa 5 kursują od dworca autobusowego pod torami.
| Linia | Trasa                                                                 | Przewoźnik        |
| ----- | --------------------------------------------------------------------- | ----------------- |
| S5    | Graz Hauptbahnhof – Graz Puntigam – Spielfeld-Straß                   | ÖBB               |
| S6    | Graz Hauptbahnhof – Graz Puntigam – Wies Eibiswald                    | GKB               |
| S51   | Graz Hauptbahnhof – Graz Puntigam – Spielfeld-Straß – Bad Radkersburg | ÖBB               |
| 5     | Puntigam S – Jakominiplatz – Andritz                                  | Graz Linien       |
| 62    | Puntigam S – Carnerigasse                                             | Graz Linien       |
| 64    | Puntigam S – Liebenau/Murpark – St. Leonhard/Klinikum Mitte           | Graz Linien       |
| 65    | Puntigam S – Eggenberger Alle/TIM                                     | Graz Linien       |
| 65E   | Puntigam S – Kapellenwirt                                             | Graz Linien       |
| 78    | Puntigam S – Gedersberg/Pirka                                         | Grünerbus, Watzke |
| 80    | Puntigam S – Feldkirchen b. Graz Raiffeisenplatz                      | Watzke            |
| 630   | Puntigam S – Flughafen Graz – Fernitz Erzherzog-Johann-Platz          | ÖBB Postbus       |

## Styl architektoniczny
Lokalny węzeł komunikacyjny został zaprojektowany przede wszystkim z myślą o funkcjonalności, ze szczególnym uwzględnieniem projektu architektonicznego. W wyglądzie lokalnego węzła komunikacyjnego dominuje dach membranowy. Podstawowa konstrukcja składa się z 10 równoległych stalowych łuków, które są nieco przesunięte względem siebie wzdłuż wysepek pasażerskich. Te stalowe łuki składają się ze spawanych podpór w kształcie litery Y, które w dalszym ciągu przekształcają się w łukowe poziome kratownice z kratownicami. Membrana wykonana z tkaniny z włókna szklanego pokrytego PTFE została rozciągnięta pomiędzy stalowymi łukami. W obszarze łuków umieszczono szklane świetliki w kształcie pasów. W nocy biały spód membrany jest oświetlony reflektorami, tworząc przyjazną atmosferę oświetleniową, która spełnia potrzeby pasażerów w zakresie bezpieczeństwa. Zagospodarowano niecki infiltracyjne i otaczające je tereny zielone. Modelowanie geometryczne obszarów stoków tworzy piramidy z zieloną ziemią, które mają wzbogacić atmosferę lokalnego węzła transportowego. Koncepcja zieleni powinna zapewnić przyjemną atmosferę.

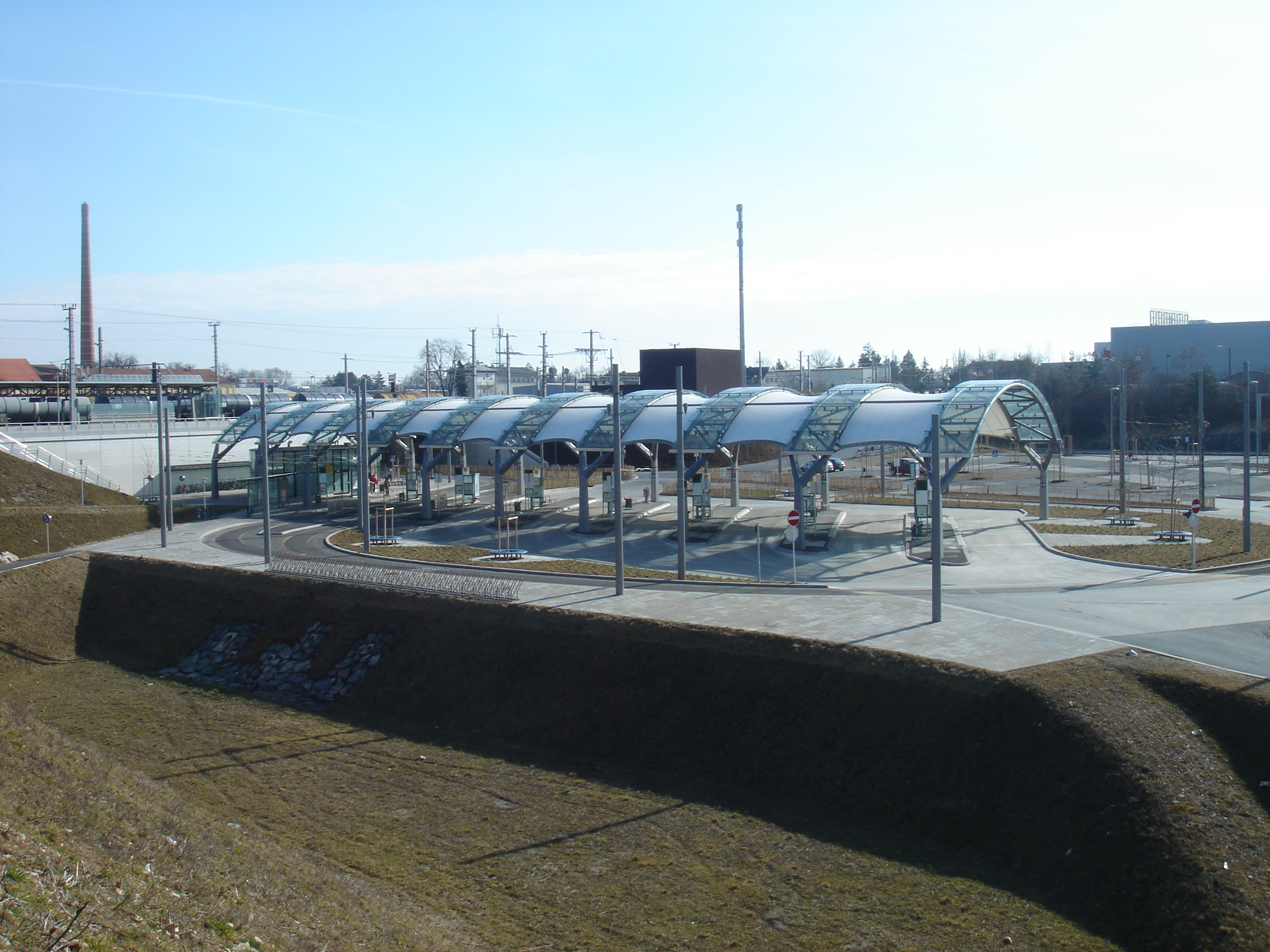
Lokalny węzeł komunikacyjny Puntigam – patrząc na południe
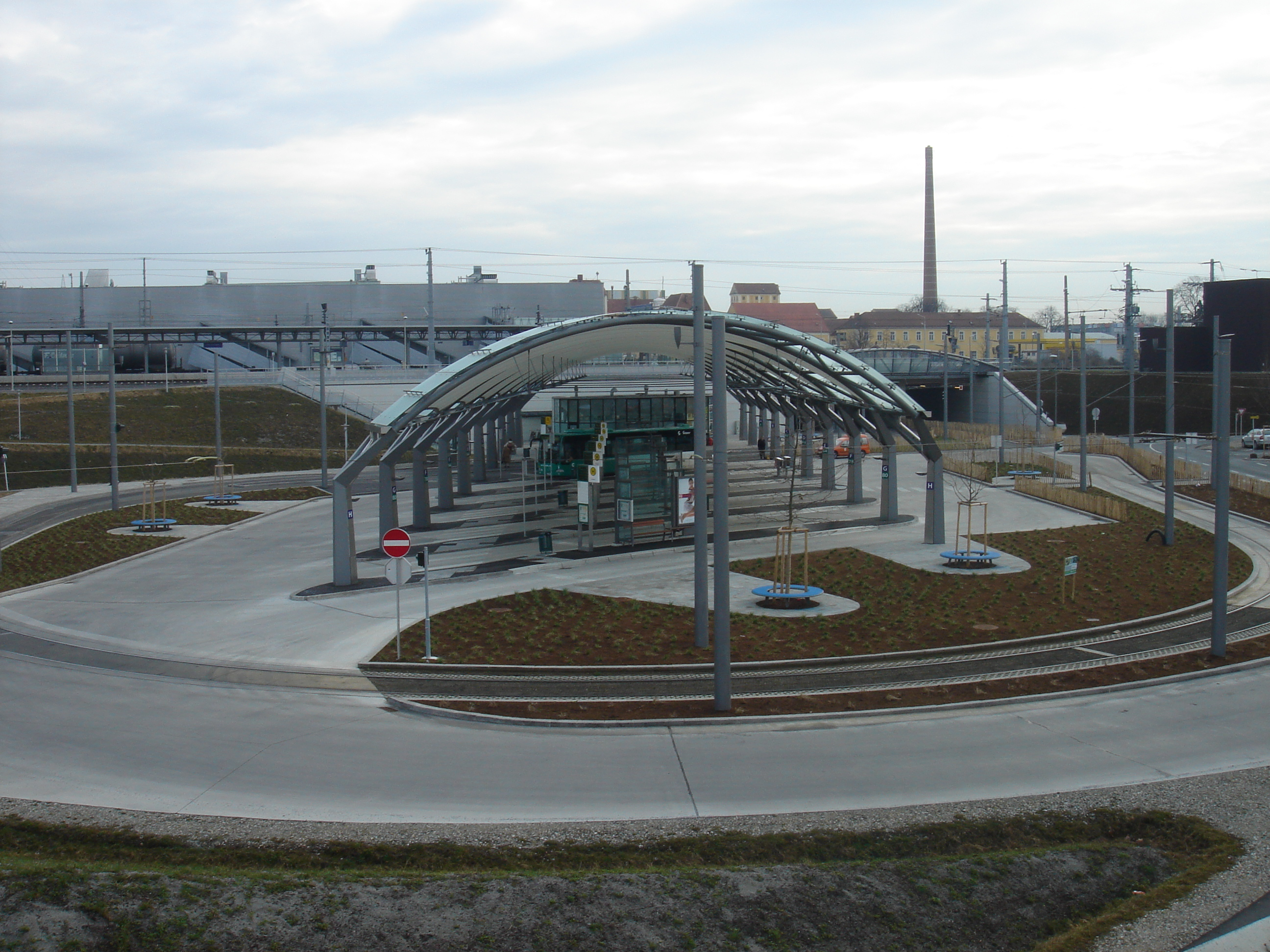
Lokalny węzeł komunikacyjny Puntigam – patrząc w kierunku wschodnim
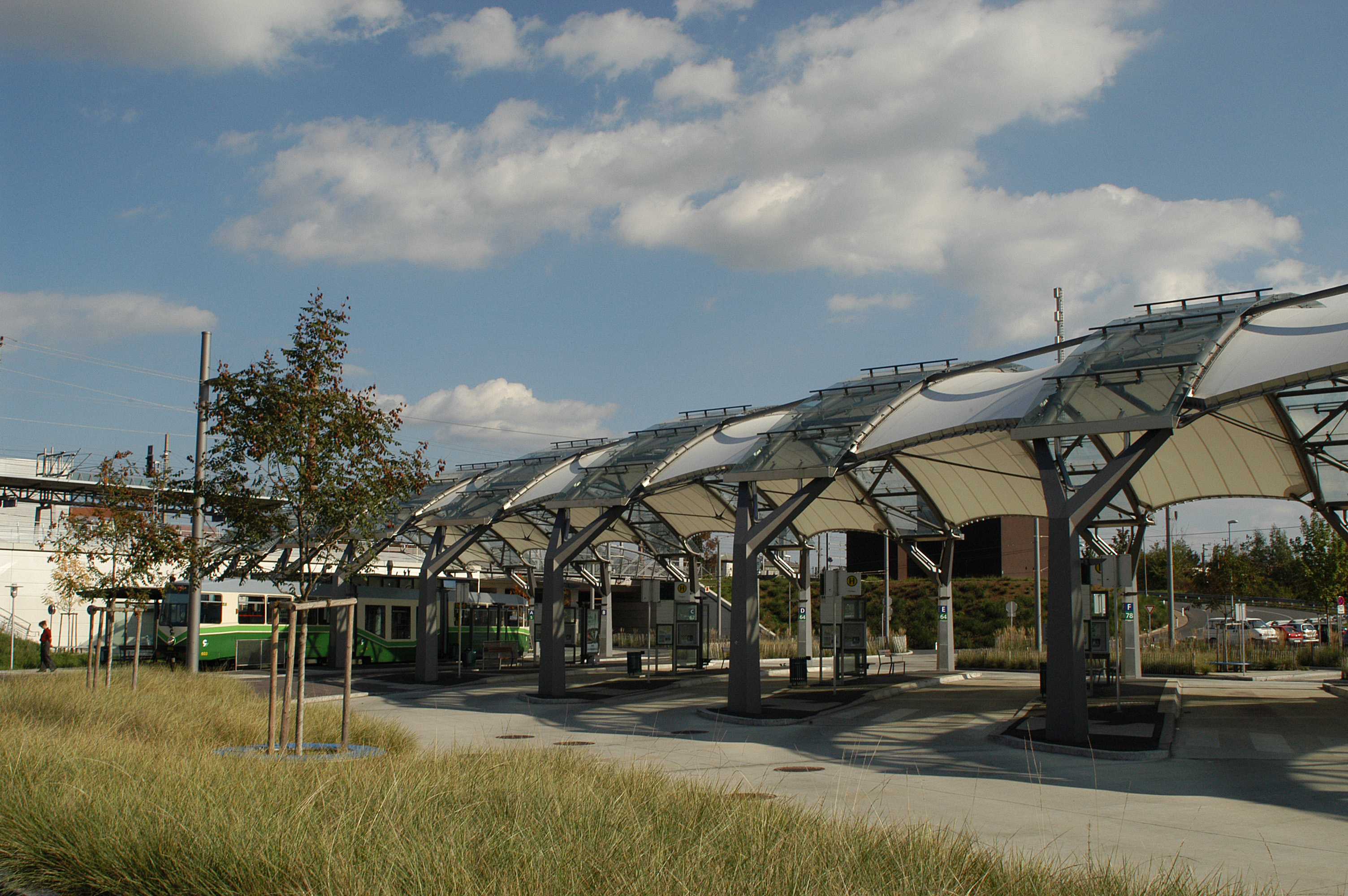
Lokalny węzeł komunikacyjny Puntigam 2007